# Déjà Vu (filme)
Déjà Vu é um filme americano de 2006, um thriller policial, com elementos de ficção científica, dirigido por Tony Scott, produzido por Jerry Bruckheimer, e co-escrito por Bill Marsilli e Terry Rossio. O filme é estrelado por Denzel Washington, Bruce Greenwood, Matt Craven, Jim Caviezel e Paula Patton como os personagens principais, mas também incluem atores como Val Kilmer e Adam Goldberg. Déjà Vu relata a história do agente da ATF Douglas Carlin, que viaja no tempo em uma tentativa de evitar um atentado terrorista que acontece em Nova Orleans e salvar uma mulher pela qual ele se apaixona, Claire Kuchever. O filme foi gravado após os acontecimentos do furacão Katrina.
O filme estreou na cidade de Nova Iorque em 20 de Novembro de 2006, e foi lançado ao redor dos Estados Unidos 2 dias depois. O filme foi lançado no México e no Canadá no final de Novembro, e mundialmente nos primeiros meses de 2007. Ainda que tenha recebido críticas das mais variadas, sua nota média no site Rotten Tomatoes é abaixo de 55% de aceitação. O filme arrecadou 64 milhões de dólares apenas nos Estados Unidos, tendo alcançado um total de 180 milhões de dólares somando com o resto do mundo; Déjà Vu foi o 23º filme de maior sucesso ao redor do mundo em 2006. O filme foi indicado a 5 prêmios, tendo ganho o Golden Reel Award.

## Elenco
- Denzel Washington como Doug Carlin
- Paula Patton como Claire Kuchever
- Jim Caviezel como Carroll Oerstadt
- Matt Craven como Larry Minuti
- Adam Goldberg como Denny
- Bruce Greenwood como Jack McCready
- Val Kilmer como Agent Pryzwarra
- Elden Henson como Gunnars
- Erika Alexander como Shanti